# Hrabstwo Calhoun (Karolina Południowa)

Piramida wieku hrabstwa

Hrabstwo Calhoun – hrabstwo w stanie Karolina Południowa w USA. W 2010 roku populacja wynosiła 15 175 mieszkańców. Hrabstwo zostało nazwane na cześć Johna C. Calhouna, byłego wiceprezydenta Stanów Zjednoczonych. Siedziba hrabstwa mieści się w St. Matthews.  

## Miasta
- Cameron
- St. Matthews